# Corea
La Corea (AFI: /koˈrɛa/), chiamata Hanguk (한국) in Corea del Sud e Chosŏn (조선) in Corea del Nord, è una penisola situata nell'Estremo Oriente, fra la Manciuria e l'arcipelago giapponese.

## Geografia

### Territorio
La penisola coreana copre una superficie di 220.750 km² nell'Asia orientale; appare come una articolazione dalla forma tozza dell'altrimenti abbastanza uniforme linea costiera del subcontinente cinese. La penisola coreana è protesa verso l'arcipelago giapponese e chiude a sud-est il vasto bacino del Mare orientale (o come i giapponesi lo chiamano senza riconoscimento internazionale, Mare del Giappone), dove è presente lo stretto di Corea. A ovest è bagnata dal Mar Giallo e a nord-ovest condivide con la Cina la relativa baia di Corea.
La parte continentale (grosso modo a nord del 40º parallelo) è prevalentemente montuosa, arrivando fino ai 2.744 m del monte Paektu-san: è la regione meno popolata della Corea, date anche le avverse condizioni climatiche.
A sud del 40º parallelo inizia la regione peninsulare, che si allunga in direzione nord-sud per circa 650 km; morfologicamente appare simmetrica dal punto di vista longitudinale , dato che per tutta la sua lunghezza le montagne corrono praticamente solo sul suo bordo orientale, parallele alla linea di costa che si presenta poco articolata e generalmente montuosa (monti Taebaek).
Il versante occidentale e quello meridionale appaiono invece più ampi, solcati dai fiumi che scendono dalle catene montuose orientali scavando pianure alluvionali, che costituiscono le uniche zone pianeggianti del territorio coreano. Il versante occidentale è il più popolato, con addensamenti umani anche imponenti come nel caso delle città di Pyongyang e Seul.

### Clima

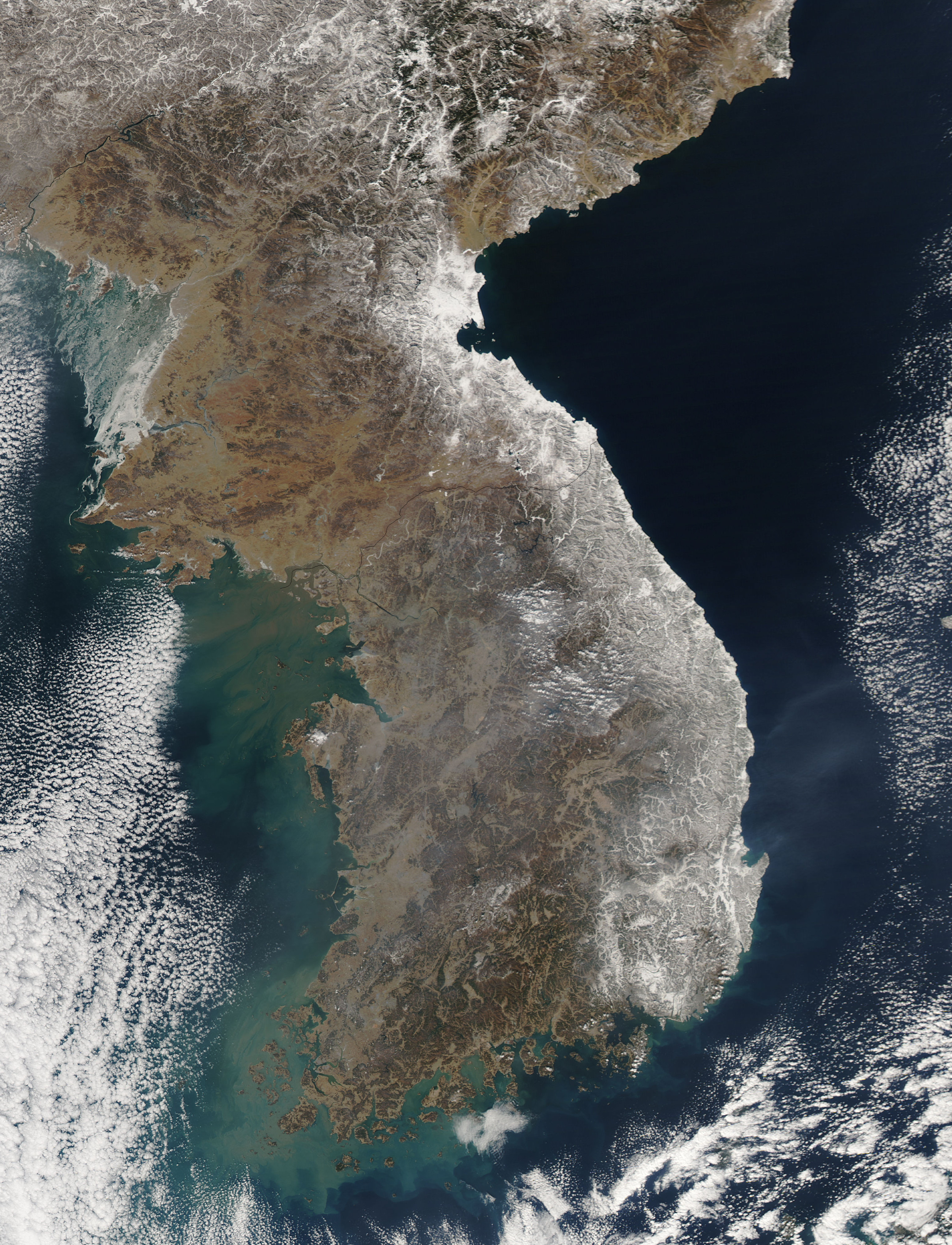
Immagine satellitare della penisola coreana del febbraio 2011: si evidenzia l'abbondante innevamento presente sulla costa e le zone montane orientali

Il clima coreano è una sorta di transizione tra i climi continentali, della zona siberiana e mancese, e i climi umidi e subtropicali della parte meridionale dell'arcipelago giapponese. Nelle sue linee generali il clima della Corea è contraddistinto dall'alternanza stagionale dell'influsso continentale in inverno, freddo e secco, e dell'influsso monsonico, umido e caldo, in estate. Ne risultano quindi, come caratteristiche generali, inverni freddi e secchi (le temperature invernali, in particolare, sono bassissime considerata la latitudine) ed estati calde e umide, nelle quali è concentrata la maggior parte delle piogge annue.
Le temperature invernali hanno grosse variazioni in senso latitudinale: Kanggye, nelle montagne settentrionali, registra medie intorno ai -12 °C (gennaio, mese più freddo); a Pyongyang si sale a circa -8 °C, a Seul -4 °C, per poi arrivare a valori sopra lo zero nella costa sudorientale (Busan, 2-3 °C) e soprattutto nella meridionale isola di Cheju (5 °C). Le temperature estive, complice l'affermarsi di condizioni monsoniche su tutto il territorio, differiscono meno: il mese più caldo (che, come in quasi tutta la zona costiera pacifica dell'Estremo Oriente, è agosto) fa segnare medie intorno ai 26 °C a sud che scendono a circa 23-24 °C a nord. Una certa peculiarità termica si registra nell'estrema zona nordorientale, al confine con la Russia, dove la maggiore influenza marittima mitiga le temperature (a Chongjin, gennaio -5 °C e agosto 22°).
Le precipitazioni sono generalmente abbondanti e concentrate in estate: valori medi annui di 1.000 mm sono abbastanza comuni su tutto il territorio, con punte intorno ai 1.500 nell'isola di Cheju e anche superiori nel nord-est (Wŏnsan).

### Flora e fauna
Le tipologie di vegetazione diffuse nella regione coreana hanno, analogamente al clima, una differenza molto marcata: si passa da una flora tipica delle regioni siberiane a una estremamente comune in quelle subtropicali del Giappone e della Cina meridionale.
Nelle montagne settentrionali e nelle zone più elevate dei monti T'aebaek è diffusa la foresta di conifere, analoga alla taiga siberiana.
Diminuendo di quota e/o di latitudine si entra nel dominio vegetazionale più vasto della Corea, vale a dire quello della foresta temperata, costituito da alberi decidui (querce, salici, betulle, nelle specie caratteristiche dell'Estremo Oriente). Questa fascia vegetazionale è quella che nei secoli ha subito la più profonda degradazione, maggiore nelle zone più antropizzate; larghi programmi di rimboschimento hanno comunque consentito di ripristinare, almeno in parte, l'antico patrimonio.
Infine nelle più miti coste meridionali (e nell'isola di Cheju) fanno la loro comparsa piante e associazioni floristiche di ambiente subtropicale.
La regione dà il nome a un anfibio endemico della regione stessa, la Karsenia koreana.

## Storia

### Le due Coree
La penisola coreana è politicamente divisa fra la Repubblica Popolare Democratica di Corea, comunemente denominata Corea del Nord, e la Repubblica di Corea, nota come Corea del Sud. I due Stati, nati al termine della seconda guerra mondiale e protagonisti della guerra di Corea, sono diversi per sistema economico e forma di governo e a lungo ostili: il primo è comunista e filocinese, in seguito all'influenza sovietica, mentre il secondo è capitalista e filostatunitense, in seguito all'influenza degli Stati Uniti.
Al di là della divisione politica, la Corea può considerarsi un'unica nazione, come la Germania Est e la Germania Ovest prima della loro riunificazione: la popolazione di entrambi gli Stati si considera coreana, la lingua parlata è la medesima e i governi di Pyongyang e di Seul rivendicano entrambi la rappresentanza dell'intera penisola. In alcuni eventi sportivi, inoltre, le due Coree partecipano come un'unica squadra, come alle Olimpiadi invernali del 2018 in cui presentarono un'unica squadra femminile di hockey su ghiaccio.

### Storia
I tre regni principali (Goguryeo-Baekje-Silla) della Corea furono unificati dal regno di Silla (o Silla, 신라) verso l'anno 660. Lo Stato di Silla fu poi conquistato dal regno di Goryeo nel 936 e dal nome di Koryo (고려, 高麗) deriva il nome moderno della Corea (chiamata Cauli da Marco Polo). Ora il territorio in cui si trovava il regno di Goguryeo è diventato cinese, ma la sua storia e la sua cultura appartengono alla Corea.
Nel 1897 il re Gojong divenne il primo imperatore dell'Impero coreano, ma nel 1910 il Paese fu annesso all'Impero giapponese. Dopo la sconfitta del Giappone nel 1945 la penisola fu divisa in una zona di occupazione sovietica (a nord del 38º parallelo) e una zona di occupazione statunitense (a sud del 38º parallelo), dando vita infine nel 1948 a due nazioni separate, con sistemi politici, economici e sociali diametralmente opposti.
Le tensioni irrisolte della divisione emersero però nel 1950 con la guerra di Corea, quando la Corea del Nord invase la Corea del Sud, ponendo per il momento fine a qualsiasi speranza di una pacifica riunificazione. A causa del dominio statunitense sulla Corea del Sud, questa è divenuta una nazione capitalista, mentre la Corea del Nord ha istituito un governo di tipo statalista. Da allora i rapporti tra le due Coree hanno conosciuto alti e bassi, oscillando sempre fra momenti di aperta ostilità e tentativi di dialogo e riavvicinamento.
Dopo il termine delle ostilità nel 1953 sono avvenuti diversi attacchi sporadici; tra questi, quello occorso sull'isola di Yeonpyeong, avamposto della Corea del Sud, dove è avvenuto uno scontro tra le artiglierie dei due Paesi il 23 novembre 2010. A seguito di ciò i civili dell'isola sono stati evacuati e la tensione tra i due Paesi è aumentata.
Il 29 marzo 2013 il regime nordcoreano ha annunciato la proclamazione dello Stato di guerra con la Corea del Sud. Il 3 aprile lo stato maggiore dell'esercito ha ufficialmente annunciato il via libera a un attacco nucleare contro gli Stati Uniti, poi mai effettuato.

## Cultura
La Corea  è considerata una delle più antiche civiltà del mondo, con cinquemila anni di storia. L'attuale separazione politica della Corea del Nord e del Sud ha prodotto una divergenza nelle moderne culture coreane; nondimeno, la tradizionale cultura della Corea è condivisa storicamente da entrambi gli Stati e, sebbene i collegamenti storici tra Corea e Cina abbiano prodotto vaste influenze da parte di quest'ultima, la Corea è tuttavia riuscita a conservare una identità culturale distinta dal suo più grande vicino.

### Musica
Mentre la Corea del Nord rifiuta ogni influenza esterna, avendo quindi solo generi autorizzati dal governo, negli ultimi tempi la Corea del Sud è riuscita a rendersi famosa nel mondo grazie al K-pop. Il nome sta per «Korean pop» («pop coreano») ed è caratterizzato da gruppi di cantanti maschili o femminili di vario numero che ballano coreografie di gruppo cantando e/o rappando.

## Religione
Le religioni maggiormente diffuse sono: il buddhismo, il cristianesimo e il ceondoismo (che è una religione coreana sorta nell'Ottocento che significa "religione della via celeste"). I cristiani in Corea del Sud rappresentano il 26% della popolazione (i cattolici sono circa cinque milioni), in grande maggioranza appartenenti alle Chiese evangeliche. La Yoido Full Gospel Church fondata da David Yonggi Cho e Choi Ja-Shil il 15 maggio 1958 è una megachurch pentecostale (la chiesa di Seul più grande nel mondo che oggi conta un milione di membri) situata a Seul e
la Manmin Central Church è una chiesa evangelica internazionale fondata a Seul, nel 1982, da Jaerock Lee, una delle più grandi chiese presenti in Corea del Sud, mentre la Chiesa dell'unificazione (o Associazione Spirituale per l'Unificazione del Mondo Cristiano) è un nuovo movimento religioso coreano fondato dal reverendo Sun Myung Moon nel 1954. Oltre la metà della popolazione nella penisola tuttavia sarebbe atea: al 2005 in Corea del Nord gli atei erano oltre il 64%, mentre in Corea del Sud al 2016 gli atei raggiungevano il 56%.

## Tradizioni

### Gastronomia
Le tradizioni culinarie coreane sono basate principalmente su piatti di riso, verdure e carne; ampia la tradizione culinaria sui contorni.